# Crossroads (film, 2002)
Pour les articles homonymes, voir Crossroads et À la croisée des chemins.
Pour plus de détails, voir Fiche technique et Distribution.
Crossroads, ou À la croisée des chemins au Québec, est un film américain réalisé par Tamra Davis, sorti en 2002. Il s'agit du premier et, à ce jour, unique film dans lequel Britney Spears tient un premier rôle. 
À sa sortie, le film est malmené par les critiques, dont beaucoup le qualifient de « navet ». Il rencontre néanmoins un certain succès public, rapportant plus de 61 millions de dollars au box-office.
Par ailleurs, il est cité à plusieurs reprises aux Razzie Awards 2003, où il est nommé dans huit catégories (notamment comme pire film et pire réalisateur), remportant deux trophées comme pire actrice (pour Britney Spears) et pire chanson originale (pour I'm Not a Girl, Not Yet a Woman). Le film est aussi nommé dans quatre catégories aux Stinkers Bad Movie Awards.

## Synopsis
Dans une petite ville de Géorgie, Lucy, Kit et Mimi enterrent dans un jardin public une boîte contenant des symboles de leurs rêves et espoirs. Elles se promettent de la déterrer le soir de la remise de leur diplôme de fin d'études. Cependant, les années passent et l'amitié entre les trois jeunes filles s'estompe. Mais ce soir-là, elles parviennent à déterrer le coffre et y découvrent ainsi des secrets qu'elles avaient oubliés.
Commence alors pour Lucy, Kit et Mimi un voyage à travers les États-Unis afin de réaliser leurs rêves.

## Personnages
- Lucy (Britney Spears) : jeune adolescente brillante, elle a obtenu le baccalauréat avec félicitations. Elle rêve de revoir sa mère (Kim Cattrall) qui habite en Arizona.

- Kit (Zoë Saldaña) : s'ennuyant de sa vie tranquille en Géorgie, elle décide de rejoindre son fiancé à Los Angeles.

- Mimi (Taryn Manning) : adolescente en dépression, elle souhaite rallier Los Angeles pour participer à un concours de musique, dans l'espoir de faire carrière.

- Ben (Anson Mount) : connaissance de Mimi, il est le conducteur de la voiture qui amène les trois jeunes filles à Los Angeles.

## Fiche technique
Sauf indication contraire, les informations mentionnées dans cette section peuvent être confirmées par les bases de données cinématographiques  présentes dans la section « Liens externes ».
- Titre original : Crossroads
- Titre québécois : À la croisée des chemins
- Phrase d'accroche : « Les rêves changent. Les amies restent. »
- Réalisation : Tamra Davis
- Scénario : Shonda Rhimes
- Musique : Trevor Jones
- Décors : Waldemar Kalinowski
- Costumes : Wendy Schecter
- Photographie : Eric Edwards
- Montage : Melissa Kent
- Production : Ann Carli
  - Coproduction : Robert Lee et Jonathan McHugh
  - Production exécutive : Clive Calder, Larry Rudolph et Johnny Wright
- Société de production : Zomba Films et MTV Films
- Société de distribution : Pathé Distribution
- Budget : 12 millions de dollars
- Pays de production :  États-Unis
- Langue originale : anglais
- Format : couleur - 35 mm - 2,35:1 - son Dolby Digital
- Genre : road movie, teen movie, comédie dramatique
- Durée : 93 minutes
- Dates de sortie :
  - États-Unis, Canada : 15 février 2002
  - Belgique : 27 mars 2002
  - France : 3 avril 2002

## Distribution
Sauf indication contraire, les informations mentionnées dans cette section peuvent être confirmées par les bases de données cinématographiques  présentes dans la section « Liens externes ».
- Britney Spears (VF : Barbara Beretta ; VQ : Céline Furi) : Lucy Wagner
  - Jamie Lynn Spears : Lucy enfant
- Anson Mount (VQ : Joël Legendre) : Ben Kimble
- Zoe Saldaña (VF : Géraldine Asselin ; VQ : Christine Bellier) : Kit
- Taryn Manning (VQ : Julie Burroughs) : Mimi
- Dan Aykroyd (VF : Jean-Pierre Moulin ; VQ : Mario Desmarais) : Pete Wagner, le père de Lucy
- Kim Cattrall (VQ : Johanne Garneau) : Caroline, la mère de Lucy
- Justin Long : Henry
- Beverly Johnson (VF : Catherine Artigala) : la mère de Kit
- Richard Voll : Dylan, le petit ami de Kit
- Bahni Turpin (en) (VF : Annie Milon) : Mme Jenson
- Kool Moe Dee : le propriétaire du bar
- Dave Allen : le patron du bar

 Source et légende : version française (VF) sur RS Doublage et version québécoise (VQ) sur Doublage Québec

## Bande originale
- Open Your Heart - Madonna
- Suckerpunch - Bowling for Soup
- My Greatest Day - Bowling for Soup
- Let's Get It On - Marvin Gaye
- You And Me - Bowling for Soup
- Lipstick And Bruises - Lit
- Rise - The Cult
- Bye Bye Bye - N'Sync
- How I Could Just Kill A Man - Anti Matters
- Girlfriend - Matthew Sweet
- Spread Your Legs - New Birth Brass Band
- I Ran - Paul Maudaley
- I Love Rock 'n' Roll - Britney Spears (reprise)
- Shake Ya Ass - Mystikal
- Crazy Love - Boomkat
- Man! I Feel Like a Woman! - Shania Twain
- Follow The Light - Travis
- Unforgetful You - Jars of Clay
- I'm Not a Girl, Not Yet a Woman - Britney Spears
- If It Makes You Happy - Sheryl Crow
- So Have I For You - Nikka Costa
- Overprotected - Britney Spears

## Accueil

### Accueil critique
Les critiques sont très largement négatives à sa sortie.
Par ailleurs, il est cité à plusieurs reprises aux Razzie Awards 2003, où il est nommé dans huit catégories (notamment comme pire film et pire réalisateur), remportant deux trophées comme pire actrice (pour Britney Spears) et pire chanson originale (pour I'm Not A Girl, Not Yet A Woman). Le film est aussi nommé dans quatre catégories aux Stinkers Bad Movie Awards.

### Distinctions
Sauf indication contraire, les informations mentionnées dans cette section peuvent être confirmées par la base de données cinématographiques IMDb,  présente dans la section « Liens externes ».
Crossroads ne remporte aucun prix, mais obtient plusieurs nominations :
| Année | Cérémonie          | Catégorie                                                         | Personne nommée               |
| ----- | ------------------ | ----------------------------------------------------------------- | ----------------------------- |
| 2002  | MTV Movie Awards   | Révélation féminine                                               | Britney Spears                |
| 2002  | MTV Movie Awards   | La mieux habillée (sous-entendu : acteur ou actrice dans un film) | Britney Spears                |
| 2002  | Teen Choice Awards | Meilleur actrice dans un film d'aventure d'action ou dramatique   | Britney Spears                |
| 2002  | Teen Choice Awards | Meilleure révélation féminine                                     | Britney Spears                |
| 2002  | Teen Choice Awards | Meilleur alchimie                                                 | Britney Spears et Anson Mount |